# ليان أوسوليفان
ليان أوسوليفان (بالإنجليزية: Leanne O'Sullivan)‏ هي كاتِبة وشاعرة أيرلندية، ولدت في 1983.